# Peter Dickson
Peter James Dickson (ur. 27 sierpnia 1945 w Sydney, zm. 27 czerwca 2008 w Lindfield) – australijski wioślarz, srebrny medalista olimpijski.

## Kariera
Wystąpił na  igrzyskach olimpijskich w Meksyku, gdzie Australijczycy w składzie: Alf Duval, Michael Morgan, Joe Fazio, Peter Dickson, David Douglas, John Ranch, Gary Pearce, Bob Shirlaw i Alan Grover (sternik) zdobyli srebrny medal w ósemkach. W finale o 0,98 sekundy przegrali z osadą RFN, a o 1,13 sekundy wyprzedzili osadę ZSRR. Był to jego jedyny start olimpijski.
W tej samej konkurencji zajął także ósme miejsce na mistrzostwach świata w Bledzie w 1966. 
Po zakończeniu kariery pracował w koncernie Johnson & Johnson, w dziale sprzedaży i marketingu. Po 30 latach pracy przeniósł się do Oberon, gdzie został farmerem. Zmarł wskutek choroby neurodegeneracyjnej, zaniku tylnej kory mózgowej.